# Can't Stop Me Now
"Can't Stop Me Now" là một ca khúc của nam ca sĩ người Mỹ gốc Cuba Pitbull. Ca khúc được chọn làm đĩa đơn thứ năm cho Rebelution, album phòng thu thứ tư của anh, và được phát hành vào ngày 14 tháng 6 năm 2010. Ca khúc có sự góp giọng của The New Royales.

## Danh sách ca khúc
- Tải kỹ thuật số[3]

1. "Can't Stop Me Now" (hợp tác với The New Royales) – 3:14
2. "Can't Stop Me Now" (Radio Edit) (hợp tác với The New Royales) – 3:14

## Danh sách thực hiện
- Armando C. Perez – sáng tác
- Khalil Abdul-Rahman - sáng tác
- Erik Alcock - sáng tác
- Pranam Injeti - sáng tác
- Dj Khalil - sản xuất

Danh sách thực hiện được lấy từ ghi chú trong album Rebelution.

## Lịch sử phát hành
| Quốc gia | Ngày                | Định dạng                          |
| -------- | ------------------- | ---------------------------------- |
| Mỹ       | 14 tháng 6 năm 2010 | Tải kỹ thuật số - Đĩa đơn quảng bá |
| Mỹ       | 18 tháng 3 năm 2010 | Đài phát thanh mainstream          |